# Grammatophyllum schmidtianum
Grammatophyllum schmidtianum är en orkidéart som beskrevs av Rudolf Schlechter. Grammatophyllum schmidtianum ingår i släktet Grammatophyllum och familjen orkidéer. Inga underarter finns listade i Catalogue of Life.